# Stiby, Simrishamns kommun
Stiby är kyrkbyn i Stiby socken i Simrishamns kommun i Skåne. Här finns bland annat Stiby kyrka.
Stiby ligger tätt intill Gärsnäs.